# Youngsche Ungleichung (Produkt)

Allgemeine Form der youngschen Ungleichung: Das grün umrandete Rechteck kann nicht größer sein als die Summe aus gelber und roter Fläche.

Als youngsche Ungleichung – benannt nach William Henry Young –  werden in der Mathematik verschiedene Ungleichungen bezeichnet. In diesem Artikel werden drei Ungleichungen beschrieben, die nach Young benannt wurden und eng miteinander in Verbindung stehen. Die zweite und die dritte Ungleichung, die hier aufgeführt werden, ist jeweils ein Spezialfall der vorhergehenden. Alle drei Fassungen ermöglichen es, ein Produkt gegen eine Summe abzuschätzen. 
1. In ihrer allgemeinen Form hat die Ungleichung eine einfache und leicht einsichtige geometrische Bedeutung.
2. Von praktischer Wichtigkeit ist eher ein Spezialfall, der zum Beispiel verwendet wird, um die höldersche Ungleichung zu beweisen. Dieser Spezialfall ist zugleich eine wichtige Verallgemeinerung der Ungleichung zwischen dem geometrischen und dem arithmetischen Mittel.
3. Für konkrete Abschätzungen, zum Beispiel im Zusammenhang mit partiellen Differentialgleichungen, benötigt man oft eine skalierte Spezialform.

## Aussage

### Allgemeine Form
Sei {\displaystyle f\colon \mathbb {R} _{\geq 0}\to \mathbb {R} _{\geq 0}} eine stetige, streng monoton wachsende und unbeschränkte Funktion mit {\displaystyle f(0)=0}, und sei {\displaystyle f^{-1}} ihre (somit existierende) Umkehrfunktion, welche dieselben Eigenschaften besitzt.
Dann gilt für alle {\displaystyle a,b\geq 0}:
{\displaystyle ab\leq \int _{0}^{a}f(x)\,{\rm {d}}x+\int _{0}^{b}f^{-1}(y)\,{\rm {d}}y}.
Die Gleichheit gilt genau dann, wenn {\displaystyle f(a)=b} ist.

### Spezialfall
Sind {\displaystyle p,q>1} mit {\displaystyle {\tfrac {1}{p}}+{\tfrac {1}{q}}=1} und {\displaystyle a,b\geq 0}, so gilt:
{\displaystyle ab\leq {\frac {a^{p}}{p}}+{\frac {b^{q}}{q}}}
mit Gleichheit genau dann, wenn {\displaystyle a^{p}=b^{q}}.
Man erhält dies aus dem allgemeinen Fall, indem man {\displaystyle f(x)=x^{p-1}} setzt. Die Umkehrfunktion lautet dann {\displaystyle f^{-1}(y)=y^{q-1}}.
Andererseits erhält man diese Ungleichung auch als Anwendung der Ungleichung vom gewichteten arithmetischen und geometrischen Mittel für die zwei Summanden {\displaystyle a^{p}} und {\displaystyle b^{q}} und die Gewichte {\displaystyle {\tfrac {1}{p}}} und {\displaystyle {\tfrac {1}{q}}}.
Der Spezialfall lässt sich auch direkt herleiten (siehe Beweisarchiv).

### Skalierte Version des Spezialfalls
Für alle {\displaystyle x,y\in \mathbb {R} ,\;\varepsilon >0,\;p,q>1} mit {\displaystyle {\frac {1}{p}}+{\frac {1}{q}}=1} gilt:
{\displaystyle |xy|\leq \varepsilon |x|^{p}+{\frac {(p\varepsilon )^{1-q}}{q}}|y|^{q}.}
Dies erhält man aus dem vorigen Spezialfall für {\displaystyle a:=(\varepsilon p)^{\frac {1}{p}}|x|} und {\displaystyle b:=(\varepsilon p)^{-{\frac {1}{p}}}|y|}.